# Пригодский, Антон Викентиевич
Антон Викентьевич Пригодский (укр. Антон Вікентійович Пригодський; 17 марта 1950, село Зеленица, Емильчинский район, Житомирская область — 22 ноября 2022) — украинский политик, член президиума Политсовета Партии Регионов.
Антон Пригодский, более известен как давний товарищ по охоте и гольфу Виктора Януковича и «серый кардинал» ПР.
Награждён медалью «10 лет Независимости Украины» (2001).

## Биография
Семейное положение: жена Татьяна Владимировна (1960); сын Виталий (1973) — генеральный директор ООО «Торговый дом „Мосагродон“; сын Антон (1996).
Образование: Харьковский институт инженеров железнодорожного транспорта (1979). инженер-строитель, «Промышленное и гражданское строительство».

### Работа
С 1970 года — мастер строительного участка шахтостроительного управления, с 1976 — главный инженер, с 1980 — заместитель руководителя, 1984—1990 — начальник шахтостроительного управления треста «Макеевшахтострой». 1991—1996 — руководитель проектно-строительного предприятия «Монолит». 1996—2004 — генеральный директор ООО «Эмброл Украина Лтд». В 1997 «Эмброл Украина Лтд» выступает соучредителем «Лемтранс». С 2001 года — президент, корпорация «Межрегиональный промышленный союз».
Депутат Донецкого облсовета (2002—2006), председатель комиссии по вопросам промышленности, транспорта и связи.
Народный депутат Верховной Рады Украины V созыва апрель 2006 — ноябрь 2007 от Партии регионов, № 21 в списке. На время выборов: президент корпорации «Межрегиональный промышленный союз», член ПР. Член фракции Партии регионов (с мая 2006). Председатель Комитета по вопросам транспорта и связи (с июля 2006).
Народный депутат Верховной Рады Украины VI созыва ноябрь 2007 — декабрь 2012 от Партии регионов, № 21 в списке. На время выборов: народный депутат Украины, член ПР. Член фракции Партии регионов (с ноября 2007). Член Комитета по вопросам транспорта и связи (с декабря 2007).
Народный депутат Украины VII созыва с декабря 2012 от Партии регионов, № 53 в списке. На время выборов: народный депутат Украины, член ПР. Член фракции Партии регионов (с декабря 2012). Член Комитета по вопросам транспорта и связи (с декабря 2012).
Умер 22 ноября 2022 года. Похоронен в колумбарии Байкового кладбища, у центрального входа.